# Shuofang (sockenhuvudort i Kina, Jiangsu Sheng, lat 31,49, long 120,44)
Shuofang (kinesiska: 硕放, 硕放街道) är en sockenhuvudort i Kina. Den ligger i provinsen Jiangsu, i den östra delen av landet, omkring 170 kilometer sydost om provinshuvudstaden Nanjing. Antalet invånare är 83 953. Befolkningen består av 39 977 kvinnor och 43 976 män. Barn under 15 år utgör 8,0 %, vuxna 15-64 år 83 %, och äldre över 65 år 7,0 %.
Runt Shuofang är det tätbefolkat, med 762 invånare per kvadratkilometer. Närmaste större samhälle är Wuxi, 16,9 km nordväst om Shuofang. Trakten runt Shuofang består till största delen av jordbruksmark.
Genomsnittlig årsnederbörd är 1 613 millimeter. Den regnigaste månaden är augusti, med i genomsnitt 234 mm nederbörd, och den torraste är januari, med 55 mm nederbörd.